# Plenitudo potestatis
Plenitudo Potestatis (en latín: la totalidad del poder) es la doctrina por la que se atribuye al obispo de Roma, es decir al Papa, el primado monárquico y jurisdiccional sobre todas las restantes Iglesias, reduciendo todos los poderes a la soberanía papal.
Su fundamento bíblico es un pasaje del evangelio de San Mateo: Tú eres Pedro y sobre esta piedra edificaré mi Iglesia... y te daré las llaves del reino de los cielos, y todo lo que atares en la tierra, será atado en los cielos, y todo lo que desatares en la tierra será desatado en los cielos.
Interpretado el pasaje siguiendo la ideología del agustinismo político, San Pedro y por tanto el Papa, se convertía en el único depositario de toda la soberanía, lo cual le permitía gobernar a la Iglesia como si fuera un monarca. Cada Papa podrá, en virtud del poder de las llaves concedido a San Pedro por Cristo, ejercer todos los poderes que ejerció San Pedro como primer vicario de Cristo, es decir, la plenitud del poder sobre todas las Iglesias y por tanto sobre todos los cristianos, lo que desde un punto de vista teocrático es como decir todo el poder a secas.
Sumándose a estas dos construcciones teóricas hechas por el papado (agustinismo político y plenitudo potestatis) aparece la Donación de Constantino, supuesta entrega de la corona imperial por parte del Emperador al Papa y supuesta devolución de la misma al primero por parte del segundo, acompañada por un permiso para gobernar en nombre de él. Lorenzo Valla demostró en el siglo XV con pruebas filológicas el fraude de ese documento, que intentaba dar una especie de justificación empírica a la Plenitudo Potestatis.
Estas tres construcciones dieron vida a la Teocracia Papal, que tuvo visos de Hierocracia en determinados momentos, y que reinó en forma hegemónica en el mundo occidental hasta el pontificado de Bonifacio VIII (a fines del Siglo XIII).